# ФК Розенборг
Фудбалски клуб Розенборг (норв. Rosenborg Ballklubb) је норвешки професионални фудбалски клуб из Трондхејма и тренутно игра у Премијер лиги Норвешке. Са 26 лигашке титуле и 11 титула Норвешког купа, клуб је најуспешнији у Норвешкој и доминира Норвешким фудбалом од почетка 90-их. Розенборг са освојених тринаест узастопних титула има други најдужи низ узастопних освајања титула на свету, а на првом месту се налази Сконто Рига из Летоније са 14 узастопних титула (оба клуба су са својим низом завршили 2005. године).
Розенборг је основан као Sportsklubben Odd 1917. Њихов дом од 1957. је  стадион Леркендал, модеран стадион који има капацитет од око 21.405 места, а у сезони 2007. је оборио рекорд по просечној посети са просеком од 19.903 гледалаца по мечу.

## Успеси
- Премијер лига Норвешке
  - Победник (26) : 1967, 1969, 1971, 1985, 1988, 1990, 1992, 1993, 1994, 1995, 1996, 1997, 1998, 1999, 2000, 2001, 2002, 2003, 2004, 2006, 2009, 2010, 2015, 2016, 2017, 2018.
  - Друго место (7) : 1968, 1970, 1973, 1989, 1991, 2013, 2014.
- Куп Норвешке
  - Победник (12) : 1960, 1964, 1971, 1988, 1990, 1992, 1995, 1999, 2003, 2015, 2016, 2018.
  - Финалиста (6) : 1967, 1972, 1973, 1991, 1998, 2013.
- Суперкуп Норвешке
  - Победник (1) : 2010, 2017, 2018.
- Интертото куп
  - Победник (1) : 2008.

## Стадион
Розенборг своје домаће утакмице игра на стадиону Леркендал у Трондхајму. Леркендал је отворен 10. августа 1947, знатно је проширен 1996, а од децембра 2000. до октобра 2002. је реновиран, обновљене су три од четири трибине, у модеран стадион са свим седиштима.
Тренутни капацитет стадиона је 21.166 седећих места. Рекордна посета је била 1985. године на мечу са Лилестромом када је на стадиону било 28.569. гледалаца. Величина терена је 105 × 68 метара.

## Новији резултати
| Сезона | Лига     | Лига | Лига | Лига | Лига | Лига | Лига | Лига | Лига | Лига | Куп          | Остала такмиљења    | Остала такмиљења | Остала такмиљења |
| Сезона | Дивизија | Од.  | П    | Н    | И    | ГД   | ГП   | ГР   | Бод. | Поз. | Куп          | Остало              | ЛШ               | ЛЕ               |
| ------ | -------- | ---- | ---- | ---- | ---- | ---- | ---- | ---- | ---- | ---- | ------------ | ------------------- | ---------------- | ---------------- |
| 2009   | ПЛН      | 30   | 20   | 9    | 1    | 60   | 22   | +38  | 69   | 1.   | четвртфинале | —                   | —                | 2. коло кв.      |
| 2010   | ПЛН      | 30   | 19   | 11   | 0    | 58   | 24   | +34  | 68   | 1.   | полуфинале   | Суперкуп — Победник | плеј оф          | група            |
| 2011   | ПЛН      | 30   | 14   | 7    | 9    | 69   | 44   | +25  | 49   | 3.   | четвртфинале | —                   | 3. коло кв.      | плеј оф          |
| 2012   | ПЛН      | 30   | 15   | 10   | 5    | 53   | 26   | +27  | 55   | 3.   | 4. коло      | —                   | —                | група            |
| 2013   | ПЛН      | 30   | 18   | 8    | 4    | 50   | 25   | +25  | 62   | 2.   | финалиста    | —                   | —                | 2. коло кв.      |
| 2014   | ПЛН      | 30   | 18   | 6    | 6    | 64   | 43   | +21  | 60   | 2.   | 3. коло      | —                   | —                | 3. коло кв.      |
| 2015   | ПЛН      | 30   | 21   | 6    | 3    | 73   | 27   | +46  | 69   | 1.   | Победник     | —                   | —                | група            |
| 2016   | ПЛН      | 30   | 21   | 6    | 3    | 65   | 25   | +40  | 69   | 1.   | Победник     | —                   | 3. коло кв.      | плеј оф          |
| 2017   | ПЛН      | 30   | 18   | 7    | 5    | 57   | 20   | +37  | 61   | 1.   | четвртфинале | Суперкуп — Победник | 3. коло кв.      | група            |
| 2018   | ПЛН      | 30   | 19   | 7    | 4    | 51   | 24   | +27  | 64   | 1.   | Победник     | Суперкуп — Победник | 2. коло кв.      | група            |

- ПЛН: Премијер лига Норвешке (Прва лига)
- ЛШ: УЕФА Лига шампиона
- ЛЕ: УЕФА Лига Европе
- УК: УЕФА куп

## Рекорди
- Највећа победа код куће: 10-0 против ФК Бран, 5. маја 1996.
- Највећа победа у гостима: 7-0 против ФК Согндал, 3. августа 1999. и такође против ФК Стромсгодсет, 24. јула 1994.
- Највећи пораз код куће: 1-6 против ФК Стабек, 19. октобар 2003.
- Највећи пораз у гостима: 9-1 против Хибернијана, 2. октобра 1974.
- Највећа посета, Lerkendal Stadion: 28,569 vs. Лилестрома, 12. октобра 1985.
- Највећа просечна посета, сезона: 19,903, 2007.
- Највише утакмица, укупно: 600 (од 19. априла 2009), Роар Странд 1989-
- Највише утакмица, лига: 400 (од 21. септембра 2008), Роар Странд 1989-
- Највише постигнутих голова, укупно: 256, Харалд Братбак 1990-2006
- Највише постигнутих голова, лига: 160, Харалд Братбак 1990-2006
- Највише постигнутих голова, сезона: 30, Од Иверсен 1968.
- Највише постигнутих голова у мечу, лига: 6, Од Иверсен против Валеренге, 20. октобра 1968.

## ФК Розенборг у европским такмичењима

### Збирни резултати
Ажурирано 29. новембра 2018.
| Такмичење                    | Од. | П   | Н  | И   | ГД  | ГП  |
| ---------------------------- | --- | --- | -- | --- | --- | --- |
| Европски куп / Лига шампиона | 144 | 53  | 31 | 60  | 208 | 223 |
| УЕФА куп / УЕФА лига Европе  | 105 | 42  | 18 | 45  | 156 | 152 |
| Куп победника купова         | 4   | 2   | 0  | 2   | 7   | 8   |
| Интертото куп                | 4   | 3   | 0  | 1   | 9   | 2   |
| Куп сајамских градова        | 2   | 1   | 0  | 1   | 1   | 2   |
| Укупно                       | 259 | 101 | 49 | 109 | 381 | 387 |